# Championnats du Lesotho de VTT

Les championnats du Lesotho de vélo tout terrain sont des compétitions ouvertes aux coureurs de nationalité lesotho.

## Palmarès masculin

### Cross-country
| Année | Or              | Argent          | Bronze          |
| ----- | --------------- | --------------- | --------------- |
| 2012  | Phetetso Monese | Lechesa Tohlang | Teboho Khantsi  |
| 2013  | Tumisang Taabe  | Thuso Makasite  | Phetetso Monese |
| 2014  | Phetetso Monese | Teboho Khantsi  | Lechesa Tohlang |